# Aldo Montano (tirador d'esgrima, 1910)
|  | No s'ha de confondre amb Mario Aldo Montano o Aldo Montano (tirador d'esgrima, 1978). |

Aldo Montano (Liorna, 23 de novembre de 1910-ibidem, 2 de setembre de 1996) va ser un esportista italià que va competir en esgrima, especialista en la modalitat de sabre.
Va participar en dos Jocs Olímpics d'Estiu els anys 1936 i 1948, i hi va obtenir dues medalles, argent a Berlín 1936 i argent a Londres 1948. Va guanyar vuit medalles en el Campionat Mundial d'Esgrima entre els anys 1934 i 1950.

## Palmarès internacional
| Jocs Olímpics     | Jocs Olímpics              | Jocs Olímpics | Jocs Olímpics    |
| Any               | Lloc                       | Medalla       | Prova            |
| ----------------- | -------------------------- | ------------- | ---------------- |
| 1936              | Berlín ( Alemanya)         | 2             | Sabre per equips |
| 1948              | Londres ( Regne Unit)      | 2             | Sabre per equips |
| Campionat del món |                            |               |                  |
| Any               | Lloc                       | Medalla       | Prova            |
| 1934              | Varsòvia ( Polònia)        | 2             | Sabre per equips |
| 1935              | Lausana ( Suïssa)          | 2             | Sabre per equips |
| 1937              | París ( França)            | 2             | Sabre per equips |
| 1938              | Piešťany ( Txecoslovàquia) | 1             | Sabre individual |
| 1938              | Pieštany ( Txecoslovàquia) | 1             | Sabre per equips |
| 1947              | Lisboa ( Portugal)         | 1             | Sabre individual |
| 1947              | Lisboa ( Portugal)         | 1             | Sabre per equips |
| 1950              | Montecarlo ( Mònaco)       | 1             | Sabre per equips |